# Токарев, Михаил Юрьевич
Михаил Юрьевич Токарев (род. 7 июня 1975, Загорск, Московская область, СССР) — российский политический и общественный деятель, глава Сергиево-Посадского городского округа Московской области (2019—2023). Полковник полиции.

## Биография
Михаил Юрьевич Токарев родился 7 июня 1975 года в городе Загорске.
В 1992 году окончил среднюю школу №14 г. Загорск.
В 1996 году окончил Московскую высшую школу милиции МВД России.

### Карьера в правоохранительных органах
С 1996 по 2011 годы проходил службу в УВД Сергиево-Посадского района.
В 2011 году окончил Академию Управления МВД России по специальности «Государственное и муниципальное управление».
С 2011 по 2014 годы проходил службу в УВД Городского округа Королёв.
С ноября 2014 года по июль 2016 года занимал пост заместителя начальника управления - начальника полиции УМВД по Сергиево-Посадскому району. Присвоено звание полковника полиции.

### Политическая карьера
1 августа 2016 года назначен советником Главы Сергиево-Посадского муниципального района, Сергея Пахомова.
В сентябре 2016 года Михаил Юрьевич Токарев был избран Главой городского поселения Сергиев Посад.
В ноябре 2016 года был назначен Главой Сергиево-Посадского муниципального района.
17 октября 2019 года стал Главой созданного Сергиево-Посадского городского округа.
14 сентября 2021 года Михаил Токарев встретился с жителями деревни Бужаниново для обсуждения с местными жителями резонансного убийства пенсионерки мигрантами. Местные жители выставили требование выселить мигрантов с территории общежития, расположенного на территории их деревни. Глава администрации выполнил требования местных жителей, мигрантов вывезли с территории общежития и перевезли в другое общежитие. Новое общежитие, в которое поселили мигрантов, находится под охраной, а само оно расположено на частной закрытой территории, а развоз мигрантов до рабочих мест осуществляется с помощью автобусов предприятия.
31 марта 2023 года объявил об отставке с поста главы Сергиево-Посадского городского округа по собственному желанию.

### Личная жизнь
Женат, воспитывает двоих детей.